# Dzeliwe
Dzeliwe (1927–2003) – regentka Suazi z tytułem Indovukazi od 21 września 1982 do 9 sierpnia 1983 roku za małoletniości Mswati III, królowa matka do 1985. Była najstarszą z żon Sobhuzy II, z którym miała jednego syna, Khuzulwandle Dlamini. Po jego śmierci wskazana przez niego Dzeliwe została regentką, co potwierdził Kongres Królewski. Jej najważniejszym doradcą został mianowany przez Kongres Sozisa Dlamini. W 1983 wybuchł konflikt brata Sobhuzy II, Mfansibli Dlaminiego, z lojalnym jej premierem Mabandla Dlaminim. W marcu 1986 roku nowym premierem został Bhekimpi Dlamini, czemu ostro się sprzeciwiła. Doprowadziło to do jej usunięcia. Kolejnym regentem został jej doradca Sozisa Dlamini, zastąpiony po zaledwie 9 dniach przez Ntombi, matkę Mswati III, królową-matkę od 1985 aż po dziś dzień. W latach 1981–1985 nosiła tytuł joint president Kongresu Królewskiego.
W maju 1986 roku miesiąc po swej koronacji Mswati III postawił przed sądem 12 spiskowców, którzy doprowadzili do obalenia Dzeliwe. Nie mieli oni prawa do obrony. W marcu 1988 roku zostali skazani, ale już w lipcu tego samego roku uwolniono ich.